# Lupus (cognomen)
Lupus o Llop (llatí: Lupus) fou un sobrenom romà que funcionà com a cognomen i com a agnomen de diverses famílies i personatges. Prové del llatí lupus 'llop'. Amb la reestructuració del nom romà a l'antiguitat tardana esdevingué un nom, que en català pren la forma Llop.

## Personatges
Fou comú sobretot en la gens Rutília, però també apareix en moltes altres gentes.

### Gens Rutília
- Publi Rutili Llop, cònsol el 90 aC.
- Publi Rutili Llop, pretor el 49 aC i fill de l'anterior.
- Rutili Llop, gramàtic romà fill de l'anterior o germà, si no eren la mateixa persona.

### Altresgentes
- Luci Corneli Lèntul Llop, cònsol el 156 aC de la gens Cornèlia que emprà l'agnomen de Llop.
- Curci Llop, qüestor l'any 24 dC de la gens Cúrcia.
- Juni Llop, senador romà desterrat el 51 dC per l'emperador Claudi.
- Numisi Llop, militar romà condecorat el 69 dC per les seves victòries a Mèsia.
- Viri Llop, governador de Britànnia de 197 al 202 dC.